# Нариси з життя потопельника
«Нариси з життя потопельника» (грец. Οι Εντυπώσεις Ενός Πνιγμένου) — міжнародно-спродюсований драматичний фільм, знятий Кіросом Папавассіліо. Світова прем'єра стрічки відбулась 23 січня 2015 року на Роттердамському кінофестивалі. Також фільм показали в головному конкурсі 45-го Київського міжнародного кінофестивалю «Молодість».

## У ролях
- Тодоріс Пендідіс — Пасажир
- Крістодас Мартас — Актор
- Маріша Тріантафілліду — Марія

## Визнання
| Нагороди та номінації фільму «Нариси з життя потопельника» | Нагороди та номінації фільму «Нариси з життя потопельника» | Нагороди та номінації фільму «Нариси з життя потопельника» | Нагороди та номінації фільму «Нариси з життя потопельника» | Нагороди та номінації фільму «Нариси з життя потопельника» | Нагороди та номінації фільму «Нариси з життя потопельника» |
| Рік                                                        | Нагорода                                                   | Категорія                                                  | Номінант                                                   | Результат                                                  |                                                            |
| ---------------------------------------------------------- | ---------------------------------------------------------- | ---------------------------------------------------------- | ---------------------------------------------------------- | ---------------------------------------------------------- | ---------------------------------------------------------- |
| 2015                                                       | Роттердамський кінофестиваль                               | Найкращий фільм                                            | «Нариси з життя потопельника»                              | Перемога                                                   |                                                            |
| 2015                                                       | Київський міжнародний кінофестиваль «Молодість»            | «Скіфський олень» за найкращий фільм                       | «Нариси з життя потопельника»                              | Номінація                                                  |                                                            |